# Marco Polo (Bellonci)
Marco Polo è un romanzo scritto da Maria Bellonci e pubblicato nel 1982. 

## Trama
Attraverso gli spunti della trama originale, la storia di Marco Polo viene raccontata (e riadattata poi in un video-novel dalla regia di Giuliano Montaldo per la RAI) in chiave romanzesca, facendo del famoso viaggiatore un emblema letterario non solo del periodo illuminista, ma anche della letteratura italiana del XX secolo.